# Code of Silence
Code of Silence  es una película estadounidense de 1985 dirigida por Andrew Davis, y protagonizada por Chuck Norris y Henry Silva. 

## Argumento
Eddie Cusack (Chuck Norris) es un detective del Departamento de Policía de Chicago que tiene un gran trabajo: preparar el arresto de Luis Comacho (Henry Silva), un narcotraficante colombiano, mientras éste prepara una guerra de pandillas.

## Reparto
- Chuck Norris como Eddie Cusack
- Henry Silva como Luis Camacho
- Bert Remsen como Commander Kates
- Mike Genovese como Tony Luna
- Nathan Davis como Felix Scalese
- Ralph Foody como Cragie
- Allen Hamilton como Pirelli
- Ron Henriquez como Victor Camacho
- Joe Gulzado como Nick Coplas
- Molly Hagan como Diana Luna
- Ron Dean como Brennan
- Wilbert Bradley como Spider
- Dennis Farina como Dorato